# Кестеньгский район
Кестеньгский район — административно-территориальная единица в составе Карельской АССР и Карело-Финской ССР, существовавшая в 1927—1955 годах. Центром района было село Кестеньга.
Кестеньгский район был образован в 1927 году в составе Карельской АССР. В состав района из упразднённого Ухтинского уезда вошли Олангская волость полностью и Кестенгская волость за исключением селений Кюрела, Пиньгосалма и Пелтони.
В 1930 году из Ухтинского района в Кестеньгский был передан Сувантовский с/с. Район стал включать 11 с/с: Варакский, Елетозерский, Зашейский, Кестенгский, Куорилакшский, Лайдосалмский, Лохилакский, Олангский, Ругозерский, Сенозерский и Сувантовский.
По данным переписи 1939 года в Кестеньгском районе проживало 6453 чел., в том числе 80,9 % — карелы, 13,7 % — русские, 1,8 % — финны, 1,3 % — украинцы.
31 марта 1940 года Карельская АССР РСФСР была преобразована в Карело-Финскую ССР.
С 15 августа 1952 по 23 апреля 1953 года район входил в состав Сегежского округа.
20 сентября 1954 года Алакуртинский с/с был передан из Кестеньгского района в Кандалакшский район Мурманской области РСФСР.
24 июня 1955 года Кестеньгский район был упразднён, а его территория передана в Лоухский район.